# 알렉산드르 루벨
알렉산드르 루벨(에스토니아어: Aleksandr Rubel, 1980년 12월 25일 ~ )은 에스토니아의 연쇄살인자이다. 1997년 9월부터 1998년 6월 사이에 7차례에 걸쳐 민간인을 살해한 혐의로 기소되었으며 에스토니아 법원으로부터 징역 8년을 선고받았다.

## 범행 과정
- 제1차 범행(1997년 9월 19일): 터누 펄드(Tõnu Põld, 1952년 출생) 살해.
- 제2차 범행(1997년 11월 7일): 알렉세이 파블로브(Aleksei Pavlov) 살해.
- 제3차 범행(1998년 1월 22일 ~ 1월 24일): 예브게니 셸레스트(Jevgeni Shelest, 1947년 출생) 살해.
- 제4차 범행(1998년 2월 2일): 블라디미르 이바노브(Vladimir Ivanov, 1954년 출생) 살해.
- 제5차 범행(1998년 2월 9일): 올가 보론코바(Olga Voronkova, 1944년 출생) 살해.
- 제6차 범행(1998년 2월 28일 ~ 3월 1일): 블라디미르 킨제르스키(Vladimir Kinzerski, 1944년 출생) 살해.
- 제7차 범행(1998년 6월 4일): 알리세 시바스(Alice Siivas, 1983년 출생) 살해.